# István Vad (Schiedsrichter)

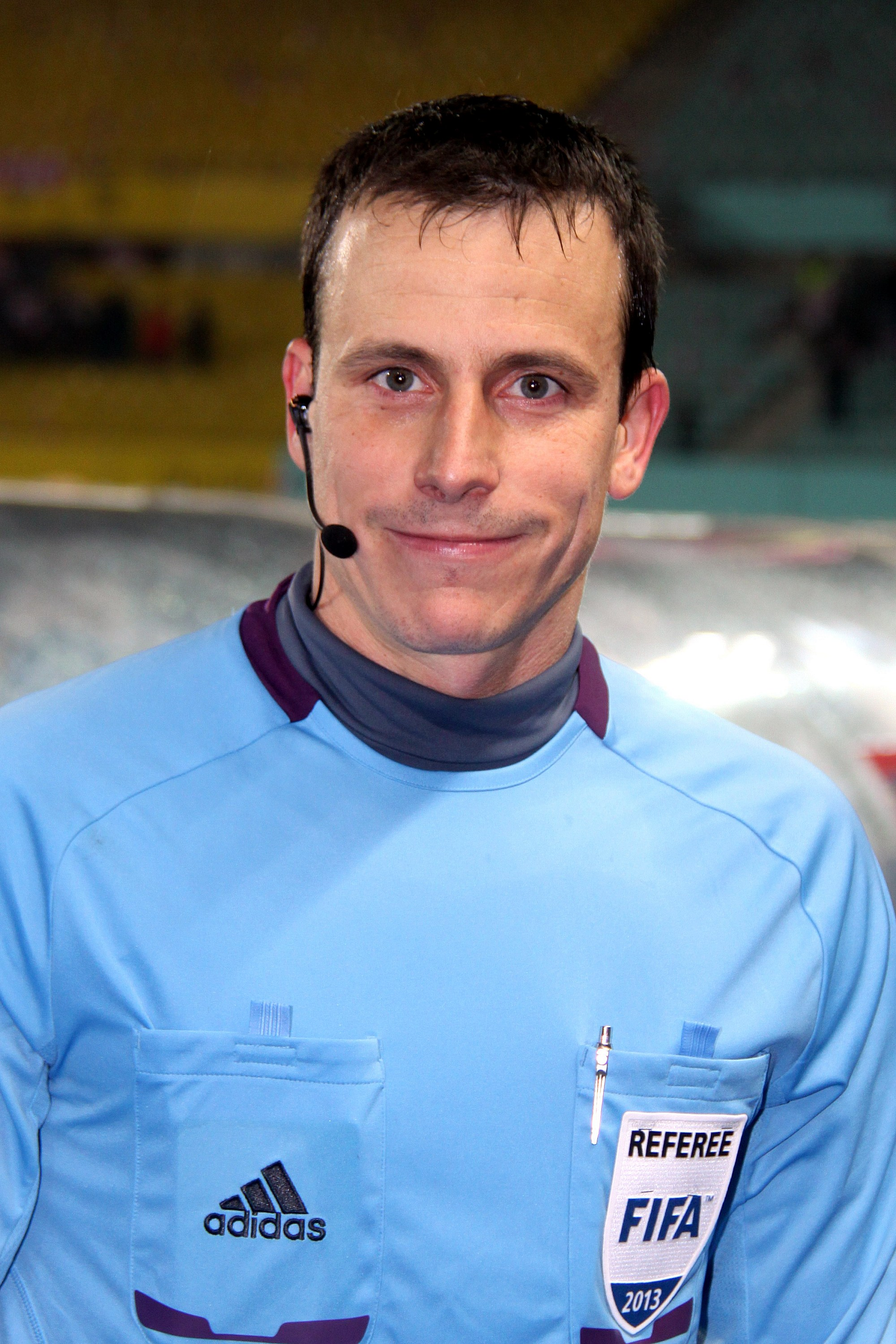
István Vad (2013)

István Vad (* 30. Mai 1979 in Budapest) ist ein ungarischer Fußballschiedsrichter.
Von 2007 bis 2024 stand er auf der Liste der FIFA-Schiedsrichter und leitete internationale Fußballspiele. Bis zur Saison 2022/23 zählte er zur Gruppe der UEFA-First-Category-Schiedsrichter.
In der Saison 2009/10 leitete Vad erstmals Spiele in der Europa League, in der Saison 2010/11 erstmals Spiele in der Champions League. Zudem pfiff er bereits Partien in der Nations League, in der EM-Qualifikation für die EM 2012, EM 2016 und EM 2021, in der europäischen WM-Qualifikation für die WM 2010 in Südafrika, die WM 2014 in Brasilien, die WM 2018 in Russland und die WM 2022 in Katar sowie Freundschaftsspiele.
Sein gleichnamiger Vater István Vad war Fußballprofi und ebenfalls internationaler Schiedsrichter, daher ist Vad in Ungarn auch als István Vad II bekannt. Seine Schwester Anita Vad ist ebenfalls als Schiedsrichterin und international als Schiedsrichterassistentin tätig.
Ende 2024 endete nach 18 Jahren seine lange Laufbahn als FIFA-Schiedsrichter. Er verbleibt jedoch als Videoschiedsrichter auf der FIFA-Liste.